# Ben Daniels
Ben Daniels (nascido  em  10 de junho de 1964)  é um ator britânico.
Ele é mais conhecido pelas séries de televisão populares, incluindo Cutting It (2002–04), The Virgin Queen (2005), Law & Order: UK (2009–11), The Paradise (2013), House of Cards (2013–14) e The Exorcist (2016).

## Início de Vida
Daniels nasceu em Nuneaton, Warwickshire.  Seu pai era engenheiro na Rolls-Royce e mais tarde merceeiro, enquanto sua mãe era dona de uma loja de roupas para crianças. Ele lembrou: "Eu era uma criança muito tímida, mas bastante perturbadora também. Eu era muito sorrateiro e ofensiva."

### Educação
Daniels foi educado na escola do Manor Park School uma escola detalhada do estado em Nuneaton, perto de Coventry, nos West Midlands. De acordo com Daniels, as aulas de teatro em O-levels deram-lhe uma voz, e quando ele frequentou estudos de sexto grau em Stratford College entre 1980 e 1982, fazendo A-levels em estudos de teatro e literatura inglesa, ele assistiu performances de Royal Shakespeare Company. Um colega lembrou que Daniels, que ele conhecia como Dave, "Foi muito sério sobre seu trabalho e me pareceu incrivelmente inteligente... você teve a sensação de que sua mente estava trabalhando, as engrenagens estavam passando".  Daniels treinava na Academia de Londres de Música e Arte Dramática (LAMDA) por três anos.

## Carreira
Um dos papéis mais antigos de Daniels foi Justin Hayward, o vocalista do The Moody Blues, como adolescente em dois dos videoclipes da banda, Your Wildest Dreams (1986) e I Know You're Out There Somewhere (1988). Em 1992, ele fez uma aparição na programa de televisão Casualty no episódio "Cascade", fazendo o co-piloto do avião condenado. Ele tomou parte em muitos dramas da televisão britânica, como Robin em The Lost Language de Cranes (1991), o personagem bíblico Jonathan no filme de 1997, David, o filósofo Finn Bevan em Cutting It (2002-2005), e Nicholas Brocklehurst na minissérie de televisão da BBC The State Within (2006). O último papel era notável para um beijo inesperado do mesmo-sexo entre o caráter de Daniels e uma outra pessoa. Em 2008, ele apareceu em Lark Rise to Candleford, uma produção da BBC baseada em três romances semi-autobiográficos sobre o campo inglês escrito por Flora Thompson.
Daniels também desempenhou vários personagens da vida real, como o Secretário de Estado alemão Dr. Josef Bühler em Conspiracy, uma dramatização de 2001 da Conferência de Wannsee na qual a solução final foi aprovada. Ele também interpretou o autor e jornalista Ian Fleming, criador de James Bond, em Ian Fleming: Bondmaker (2005), bem como Sir Francis Walsingham em The Virgin Queen (2005) e o escritor inglês Saki em Who Killed Mrs De Ropp? (2007).
Além disso, ele fez aparições como convidado em uma série de drama britânico, incluindo Soldier Soldier (1992), A Touch of Frost (1992), Outside Edge (1994) e Spooks (2005).
Daniels pode ser mais reconhecível para o público americano por aparecer no filme gay  Beautiful Thing de (1996). Daniels retratou Tony, namorado de Sandra, a mãe do protagonista Jamie. Em um filme independente dirigido por Lavinia Currier intitulado Passion in the Desert (1997), Daniels interpretou um soldado francês chamado Augustin Robert. O filme foi nomeado para um prêmio Golden Seashell. Outros longas-metragens que Daniels estrelou são The Bridge (1992), I Want You (1998), Madeline (1998) e Doom (2005). Ele foi oferecido papéis nos lançamentos de 2000 O Patriota e Limite Vertical, mas recusou-os e afirmou que "o dinheiro era bom, mas não era para mim". Daniels teve uma breve aparição como um piloto rebelde no filme Rogue One: A Star Wars Story.
Daniels disse que adora atuar no palco porque "é difícil e te mantém nos pés como ator".  Ele apareceu em All's Well That Ends Well e As You Like It (1999-2000), ele fez Mercutio em uma adaptação de TV de Romeu e Julieta em (1994). Outros créditos de teatro incluem Esperando Godot (1994) e 900 Oneonta (1994), o que lhe valeu a indicação de Melhor Ator no Evening Standard Awards. Ele também atuou em Martin Yesterday (1998), para o qual ele foi indicado como Melhor Ator no Manchester Evening News Theatre Awards, Naked (1998), Tales From Hollywood (2001), As Três Irmãs (2003), Ifigénia em Áulide (2004), The Gof of Hell (2005), e O Pato Selvagem (2005-2006). Em 2006, Daniels apareceu em Thérèse Raquin como Laurent, para qual um revisor etiquetou seu desempenho "rebitar".
Daniels ganhou o prêmio de melhor ator coadjuvante no Whatsonstage.com Theatregoers Choice Theatre Awards  e o prêmio Laurence Olivier Award  em 2001 por sua atuação  em All My Sons pelo seu personagem Arthur Miller. Ele foi nomeado primeiramente para o último prêmio mais cedo em sua carreira, em 1991, pelo seu desempenho como o assassino Richard Loeb na peça Never the Sinner no Playhouse Theatre.  Daniels foi nomeado para um Tony Award por  Melhor Desempenho Por um Ator Principal em um Jogo por seu papel em Dangerous Liaisons.

## Vida pessoal
Daniels é abertamente gay e vive no sul de Londres. Ele comentou uma vez: "Fora? Eu nunca estive dentro." Daniels já estava seguro de sua sexualidade em sua adolescência, embora ele não discutiu o assunto com seus pais porque eles não tinham um relacionamento emocional muito próximo. Ele era "cauteloso sobre mencionar isso quando saí da escola de teatro, porque a AIDS estava aterrorizando a todos e houve uma enorme reação homofóbica". Ele "saiu do armário" com 24 anos.
Daniels disse em uma entrevista: "A homofobia ainda é chocante predominante no cinema e na TV. Eu sei que eu perdi o trabalho por ser gay, e é sempre um problema. Mesmo em um lugar sério como BBC, haverá um terno em algum escritório vai perguntar, "Hmmm, não é um homossexual?" Eu não me considero politicamente gay, mas sempre que eu pegar um sopro de que agora, eu estou nele como uma tonelada de tijolos."
Ele viveu com o ator Ian Gelder por trinta anos. Eles começaram a ver uns aos outros durante uma produção de 1993 de Joe Orton (Entertaining Sr. Sloane).
Em 2007, Daniels foi classificado no número setenta e nove na lista rosa anual dos cem gays e lésbicas mais influentes na Grã-Bretanha publicado pela The Independent on Sunday, ele ficou com o número quarentena e sete em 2006.
Em seu tempo livre, ele é um pintor amador e um praticante de yoga.  De uma idade nova a seus quarenta anos, Daniels sofreu da paralisia do sono.

## Filmografia
|  | † | Indica filmes que ainda não foram lançados |

| Filmes | Filmes                       | Filmes                      | Filmes          |
| Ano    | Título                       | Papel                       | Nota(s)         |
| ------ | ---------------------------- | --------------------------- | --------------- |
| 1987   | Wish You Were Here           | Policeman                   |                 |
| 1991   | The Lost Language of Cranes  | Robin                       |                 |
| 1992   | The Bridge                   | Rogers                      |                 |
| 1993   | Rwendo                       | Marti                       | Short film      |
| 1995   | Beautiful Thing              | Tony                        |                 |
| 1998   | Passion in the Desert        | Augustin Robert             |                 |
| 1998   | I Want You                   | DJ Bob                      |                 |
| 1998   | Madeline                     | Leopold                     |                 |
| 1999   | Fanny and Elvis              | Andrew                      |                 |
| 2001   | Married / Unmarried          | Danny                       |                 |
| 2001   | Conspiracy                   | Dr. Josef Bühler            |                 |
| 2002   | Fogbound                     | Leo                         |                 |
| 2005   | Doom                         | Eric "Goat" Fantom          |                 |
| 2013   | Jack the Giant Slayer        | Fumm                        |                 |
| 2014   | Locke                        | Gareth                      |                 |
| 2014   | Luna                         | Grant                       | Filmado em 2007 |
| 2016   | The Exception                | Colonel Sigurd von Ilsemann |                 |
| 2016   | Rogue One: A Star Wars Story | General Antoc Merrick       |                 |
| 2018   | Captive State †              | Daniel                      |                 |

| Televisão | Televisão                           | Televisão                  | Televisão                                              |
| Ano       | Título                              | Papel                      | Nota(s)                                                |
| --------- | ----------------------------------- | -------------------------- | ------------------------------------------------------ |
| 1987      | One By One                          | Student                    | Episódio: “The Elephant and the Kangaroo”              |
| 1988      | The Modern World: Ten Great Writers | Hans Castorp               | Episódio: Thomas Man                                   |
| 1988      | Wall of Tyranny                     | Streimer                   |                                                        |
| 1988      | Scene                               | Adrian                     | Episódio: "The Crossing"                               |
| 1989      | The Paradise Club                   | DC Webster                 | 2 Episódios: "Family Favours" e "Unfrocked in Babylon" |
| 1989      | Capital City                        | Colin de Seincourt         | Episódio: "Max in Trouble"                             |
| 1990      | Drop the Dead Donkey                | Jack Davenport             | Episódio: "Old Father Time"                            |
| 1990      | The Fabulous Singlettes             | Brian                      |                                                        |
| 1992      | Casualty                            | First Officer Graham Marda | Episódio: "Cascade"                                    |
| 1992      | Soldier Soldier                     | Capt. Andy Wright          | Episódio: "The Last Post"                              |
| 1992      | A Touch of Frost                    | Roger Massie               | Episódio: "Conclusions"                                |
| 1993      | The Inspector Alleyn Mysteries      | Norman Cubitt              | Episódio: "Death at the Bar"                           |
| 1994      | Romeo and Juliet                    | Mercutio                   |                                                        |
| 1994      | Outside Edge                        | Alex Harrington            | 5 episódios                                            |
| 1994      | W.S.H.                              | Kleinman                   |                                                        |
| 1996      | Truth or Dare                       | Ben                        |                                                        |
| 1997      | David                               | Jonathan                   |                                                        |
| 1998      | Silent Witness                      | Owen Johnson               | Episódio: "Brothers in Arms"                           |
| 1999      | Aristocrats                         | Lord Kildare               |                                                        |
| 2000      | Britannic                           | Townsend                   |                                                        |
| 2002–2004 | Cutting It                          | Finn Bevan                 |                                                        |
| 2003      | Real Men                            | DI Matthew Fenton          |                                                        |
| 2004      | Agatha Christie's Marple            | Alfred Crackenthorpe       | Episódio: "4.50 to Paddington"                         |
| 2005      | Ian Fleming: Bondmaker              | Ian Fleming                |                                                        |
| 2005      | Spooks                              | Oleg Korsakov              | Episode: "The Russian"                                 |
| 2005      | The Virgin Queen                    | Francis Walsingham         |                                                        |
| 2006      | The State Within                    | Nicholas Brocklehurst      |                                                        |
| 2007      | Who Killed Mrs De Ropp?             | Saki                       |                                                        |
| 2008      | Lark Rise to Candleford             | Rushton                    | 1 episódio                                             |
| 2008      | The Passion                         | Caiaphas                   |                                                        |
| 2009–2011 | Law & Order: UK                     | James Steel                |                                                        |
| 2009      | The Last Days of Lehman Brothers    | John Thain                 |                                                        |
| 2011      | Women in Love                       | Will Brangwen              |                                                        |
| 2011      | Moving On                           | John Murphy                | Episódio: "The Poetry of Silence"                      |
| 2011      | Merlin                              | Tristan                    | 2 episódios                                            |
| 2013–2014 | House of Cards                      | Adam Galloway              | 7 episódios                                            |
| 2013      | The Wipers Times                    | Lt. Colonel Howfield       |                                                        |
| 2013      | The Paradise                        | Tom Weston                 | 8 episódios                                            |
| 2014      | Kids Who Kill                       | Narrador                   | Documentário de TV                                     |
| 2014      | Jamaica Inn                         | Francis Davey              |                                                        |
| 2015      | Virtuoso                            | Emperor Joseph II          | TV Piloto                                              |
| 2015      | Casanova                            | François-Joachim de Bernis | TV Piloto                                              |
| 2015      | Flesh and Bone                      | Paul Grayson               | 8 episódios                                            |
| 2016      | The Hollow Crown                    | Duke of Buckingham         | 2 episódios: "Henry VI, Part Two" & "Richard III"      |
| 2016      | The Exorcist                        | Padre Marcus Keane         | Elenco principal                                       |
| 2021      | Jupiter's Legacy                    | Walter Sampson             | Elenco principal                                       |

## Prêmios e indicações

### Fangoria Chainsaw Awards
| Ano  | Trabalho     | Categoria                     | Resultado |
| ---- | ------------ | ----------------------------- | --------- |
| 2017 | The Exorcist | Melhor Ator Coadjuvante em TV | Indicado  |

### Evening Standard Theatre Awards
| Ano  | Trabalho    | Categoria   | Resultado |
| ---- | ----------- | ----------- | --------- |
| 1994 | 900 Oneonta | Melhor Ator | Indicado  |

### Laurence Olivier Award
| Ano  | Trabalho         | Categoria               | Resultado |
| ---- | ---------------- | ----------------------- | --------- |
| 1991 | Never the Sinner | Melhor Ator Coadjuvante | Indicado  |
| 2001 | All My Sons      | Melhor Ator Coadjuvante | Venceu    |

### Tony Awards
| Ano  | Trabalho                 | Categoria                                           | Resultado |
| ---- | ------------------------ | --------------------------------------------------- | --------- |
| 2008 | Les Liaisons Dangereuses | Melhor Desempenho Por um Ator Principal em uma Peça | Indicado  |